# Dimitri Sensaud de Lavaud

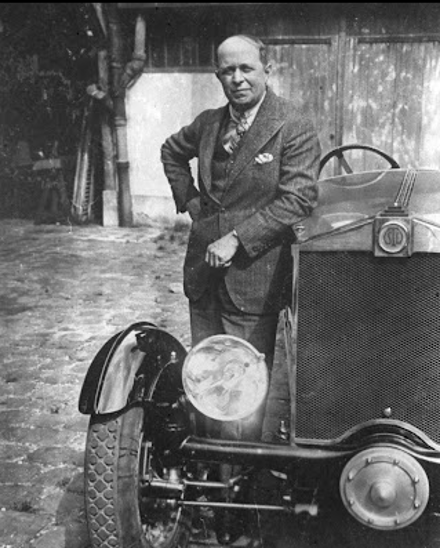
Dimitri Sensaud de Lavaud o pioneiro que realizou o 1º voo na América do Sul

Dimitri Sensaud de Lavaud (Valladolid, 18 de setembro de 1882 — Paris, 21 de abril de 1947) foi um prolífico engenheiro, inventor e aviador de ascendência francesa e russa, nascido na Espanha e naturalizado brasileiro. Filho de  Alexandrine Bogdanoff, e de um nobre francês, Evariste Sensaud de Lavaud, fixou residência no Brasil, na cidade de Osasco, SP. Uma das mentes mais criativas do início do século XX, registrou mais de 1.200 patentes em diversas áreas.
Adolescente, Dimitri se dedicava à leitura de livros técnicos, construir barcos a vela e a jogar xadrez. Aos 26 anos, iniciou projetos e cálculos para a realização de seu sonho: projetar e construir um avião.
É celebrado por ter projetado, construído e pilotado o aeroplano "São Paulo", realizando o primeiro voo de uma aeronave na América Latina em Osasco, no dia 7 de janeiro de 1910. Suas contribuições para a engenharia incluem a invenção do processo de fundição centrífuga para tubos metálicos, que revolucionou a indústria, o pioneirismo no desenvolvimento de uma transmissão automática para automóveis, e invenções cruciais para a aviação, como a hélice de passo variável e um dos primeiros motores turbojato funcionais do mundo, desenvolvido em 1937.
Consagrou-se também como inventor, com cerca de 1200 patentes registradas, dentre as quais destacam-se tubos sem solda, automóvel com câmbio automático e mecanismo de passo variável para hélice. Projetou um automóvel francês, pleno de inovações que, além do câmbio automático, tinha volante ajustável e chassis em liga de alumínio.
Após naturalizar-se brasileiro, em 1916, muda-se para o Canadá, onde permaneceu por alguns anos até transferir-se para a França, onde viveu definitivamente a partir da década de 1920.  Outro talento não muito falado, é que ele foi escritor sendo um de seus livros: ""Le problème de l'indépendance des roues arrière d'une voiture"", publicado em 1929, "Les vitesses critiques d 'une voiture automobile", publicado em 1927, "Dandinement, shimmy et pseudo-shimmy dtune voiture automobile" publicado em 1927. Os dois últimos foram mencionados pela NASA em razão da inteligência e relevância para inovação. 

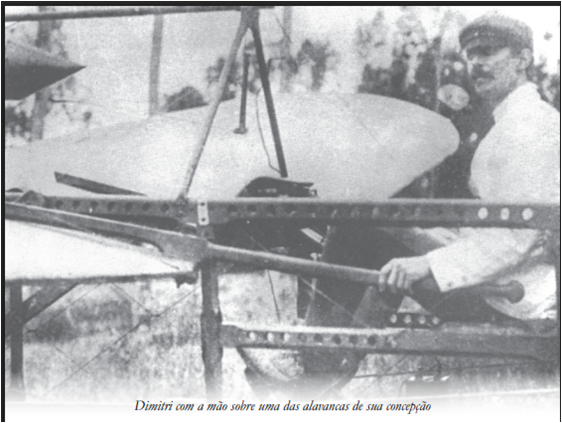
Primeiro avião inteiramente construído no Brasil

Sua vida foi marcada por genialidade técnica, sucesso industrial e um final trágico, sendo preso injustamente na França sob a acusação de colaboracionismo durante a Segunda Guerra Mundial, sendo posteriormente inocentado com o auxílio da diplomacia brasileira.
Dimitri Sensaud de Lavaud, nascido em 1882, faleceu em 1947. Seus restos repousam na França. O Brasil tem o dever de resgatá-lo de sua invisibilidade  histórica.
Existe uma biografia em francês intitulada "Dimitri Sensaud  de Lavaud - Un ingénieur extraordinaire", publicada por Alain Cerf em 2009, muito rica com documentos e fotos.

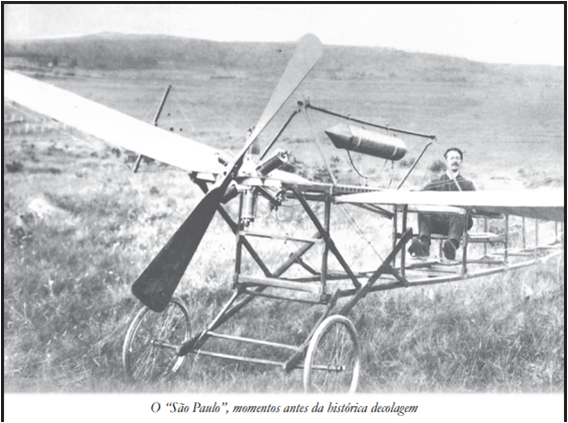
Outro obstáculo importante vencido foi o fato da não existência de mecânicos e projetistas aeronáuticos no Brasil. Dimitri teve que ensinar-lhes a nova arte.

## Biografia

### Primeiros anos e família
Dimitri Sensaud de Lavaud (em muitas referencias também está escrito como Demetrie Sensaud de Lavaud) nasceu em Valladolid, Espanha, filho do Barão Evariste Sensaud de Lavaud, um engenheiro cerâmico e nobre francês (ostentava o título de Comendador), e de Alexandrine Bogdanoff (Sacha), de ascendência russa. A família mudou-se para o Brasil em 1898, quando Dimitri tinha 16 anos, estabelecendo-se na então vila de Osasco, atraída por oportunidades de negócios na região de São Paulo. Criado em um ambiente intelectualmente estimulante, Dimitri desenvolveu desde cedo uma notável aptidão para a mecânica e a engenharia, sendo em grande parte um autodidata.
A família paterna do Barão Evariste Sensaud de Lavaud  é  de Limousin (Saint Junien- França) s. Ele era  filho de industriais que  produziam a fina porcelana francesa conhecida da região -  Limoge. Sua dedicação e um delicado esmero no processo de fabricação da cerâmica fizeram-no viajar a outros países, como a Turquia, por exemplo, onde chegou a montar uma indústria cerâmica importante, cujos produtos foram muito apreciados por sua delicadeza. Nas imediações do Mar Negro, chegou a conhecer um grande número de pessoas de origem russa, onde conheceu  Alexandrine Bogdanoff. Na época em que se casou (1879), Barão Evariste Sensaud de Lavaud era viúvo e tinha seis filhos do primeiro casamento. Esses filhos ficaram na França, aos cuidados do avô. Dimitri nasceria na Espanha, pois seu pai, após ter residido na Turquia,  Suiça e Grécia, se estabelece na cidade de Valladolid, onde montaria outra fábrica de cerâmica e, ao mesmo tempo, iniciaria uma produção de fazendas de origem francesa. Lá, nasce o único filho de seu segundo matrimônio, recebendo o nome do avô por parte de mãe, Dimitri Bogdanoff, como homenagem. O barão Barão Evariste Sensaud de Lavaud morreu aos 70 anos em Santos - S.P. no dia 02 de outubro de 1913, conforme noticiado no jornal "CORREIO PAULISTANO" de sexta feira 03 de outubro de 1913 - Dimitri estava com 31 anos quando seu pai faleceu.
Sua mãe gostava de tocar música (piano, violino e mandolin) e que também se mostrava hábil com a paleta de pintura. Além disso, falava vários idiomas, devido, talvez, às inúmeras viagens que seu marido realizava.
Dimitri foi autodidata em sua formação. Embora tivesse nascido na Espanha, considerava-se francês, aplicando o direito de sangue, e, não, o do solo, como seu pai. Realizou seus primeiros estudos escolares formais em colégios da Suíça e da Espanha. Possuía uma curiosidade sem limites, que se complementava com uma inteligência extraordinária e uma grande disciplina esportiva, particularmente, no futebol, ao qual acrescentava o xadrez, a esgrima e a equitação. Costumava realizar travessias náuticas pelo Rio Tietê, navegando da cidade de Osasco a São Paulo em embarcações construídas por suas próprias mãos.
Tamanha era sua inteligência e persistência, bem como sua dedicação aos estudos, que se pode dizer que ele fez o curso de engenharia sozinho. Antecipou-se, sem dúvida, aos modernos sistemas de educação à distância. Este é um aspecto que deve ser ressaltado, pois a evolução de seus conhecimentos foi totalmente assistemática, e seu processo de aprendizagem foi liderado por ele mesmo, sem tutela ou orientação de nenhum professor.
Ele Viveu numa época em que a aviação era inovação na época. Na adolescência, acompanhou com grande entusiasmo o que se fazia na França, sua terra natal, em relação às pesquisas com balões. Uma circunstância  que deve ter contribuído para aumentar sensivelmente seu interesse pelo assunto: as mais importantes pesquisas, na França, eram feitas por um brasileiro, ou seja, Alberto Santos Dumont.  Seu interesse era tanto que procurou receber todas as publicações acerca da arte de voar. Estudou, detalhada e minuciosamente, os planos e compartimentos daquelas aeronaves de fins de 1908, o que o ajudou a conceber uma grande e revolucionária ideia, muito avançada para o Brasil de então. Essa ideia, da qual se convenceu com muita rapidez e que lhe rendeu muita satisfação, foi anunciada algum tempo depois: “Vou construir um avião”. 
Tudo indica que o ano de 1904 foi decisivo para Dimitri, pois Alberto Santos Dumont  voltava  ao Brasil, onde teve, como se sabe, uma recepção que a imprensa da época classificou de "estrondosa". em razão do interesse local em lhe ouvir falar sobre os dirigíveis e, quando da sua volta a  França, todos passaram a acompanhar suas pesquisas para o aeroplano, que por seus próprios meios poderia elevar-se do solo, que  culminou com o Demoiselle , aeronave experimental, de 103 quilos,  que iria ser considerado o tipo padrão de quase todos os aviões que mais tarde foram construídos.

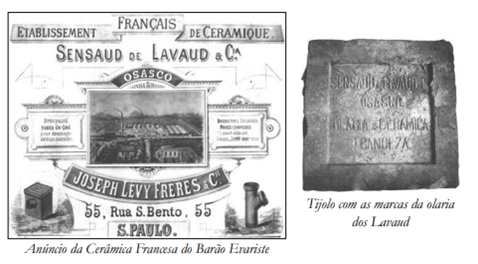
Publicidade da Cerâmica

Enquanto amadurecia sua ideia, Dimitri adquiriu e desenvolveu, com novas técnicas, a Cerâmica Osasco, que teve volumosa encomenda, tornando-se uma das marcas importantes no mercado paulista. A ex-olaria de Antônio Agú tornara-se uma Fábrica de Materiais de Água e Esgoto. Nela, fabricavam-se tijolos para calçamento, sistema Sensaud (calçamento do futuro), manilhas para encanamentos, sistema privilegiado para água e esgoto, vasos sanitários, juntas e curvas, além de tijolos refratários e de todas as classes e dimensões para construção.
Também se produziam telhas, no sistema nacional de Bourgogne e francesas. Também, ma adolescência, Dimitri demonstrou um talento precoce para a engenharia ao inventar uma máquina que utilizava um processo de fundição centrífuga que, segundo ele, melhoraria significativamente a eficiência da produção da fábrica de seu pai. O pai, Sensaud de Lavaud, não se convenceu imediatamente, mas concordou em experimentar e pagar royalties ao filho se funcionasse. De fato, funcionou, e quando as máquinas de Dimitri foram vendidas para outras fábricas, não demorou muito para que o filho se tornasse mais rico que o pai.
Em  27/06/1903, casou-se com Bertha Rachoud, brasileira de ascendência francesa. O casal teve três filhos: Georgeth, Robert e Gabrielle. Dimitri naturalizou-se brasileiro em 1916, e embora tenha vivido longos períodos no Canadá e, majoritariamente na França a partir da década de 1920 sempre manteve fortes laços com o Brasil.
Dimitri, que era poliglota, aos 15 anos, já conversava em russo, inglês, francês, espanhol, grego, italiano e português. Tornou-se engenheiro, sem ter cursado uma escola regular de engenharia; inventor e aviador, construiu o primeiro avião no Brasil e com ele realizou, em Osasco, no dia 7 de janeiro de 1910, o primeiro voo na América Latina.
Após uma tramitação que começou com muitas dificuldades, ele consegue seu objetivo. Dimitri, pessoa extremamente criativa e de grande visão, tencionava concretizar suas grandes e cambiantes ideias. Mantinha a esperança de que o Brasil pudesse progredir de forma mais acentuada que o restante do mundo. Esta era outra ideia revolucionária para aquela época. Estava convencido, contudo, de que deveria começar por fabricar uma máquina semelhante às do exterior. Já no começo de 1909, cristalizaram-se os primeiros traços dessa ideia: seria um monoplano.

### Segunda Guerra Mundial e últimos anos
Durante a ocupação alemã da França, a genialidade de Lavaud tornou-se um alvo. Os nazistas tentaram coagi-lo a aplicar sua tecnologia de hélice de passo variável em aeronaves militares da Luftwaffe. Para evitar que sua invenção fosse usada para fins bélicos, Lavaud sabotou deliberadamente os próprios projetos durante uma demonstração crucial, apresentando uma falha irreparável.
Após a libertação da França, em um período de intensa perseguição a suspeitos de colaboracionismo  (Épuration légale) durante a 2ª Guerra Mundial, Lavaud foi preso injustamente, acusado de ter cooperado com o regime de ocupação. Passou oito meses na prisão até ser absolvido e solto em 8 de junho de 1945, graças a um esforço da diplomacia brasileira, possivelmente envolvendo o embaixador Luís de Sousa Dantas. Apesar de inocentado, a experiência o deixou profundamente abalado e deprimido. Nunca recuperou a alegria de viver, falecendo empobrecido em Paris, em 1947, aos 64 anos. Seu corpo está sepultado no cemitério de Neuilly-sur-Seine.

## Pioneirismo na Aviação

### O Aeroplano "São Paulo" - concepção e construção
Os monoplanos representavam a segunda geração de aeronaves, tendo sido a primeira constituída pelos biplanos de que faziam parte o Flyer dos irmãos Wright e o 14-Bis de Santos-Dumont , junto com diversos outros construídos por Henry Farman entre 1906 e 1908.
A construção de um monoplano demanda uma maior exatidão nos cálculos por efetuar. Existe lógica no conceito apontado. No monoplano, há uma superfície alar de menos, e isso faria, necessariamente, com que a sustentação dentro do deslocamento da massa de ar, assumisse diferentes concepções no terreno da aerodinâmica. Uma das considerações mais importantes, no caso dos monoplanos, é que o peso da aeronave deveria diminuir de forma acentuada.
A história aeronáutica registra que o primeiro monoplano a voar foi o de Número 19, dirigido por Santos-Dumont, em meados de 1907. O primeiro ultraleve da história seria o Libélula, tradução do nome francês Demoiselle. Pode-se assegurar, quase com toda a certeza, que essa foi uma das mais influentes construções de Santos-Dumont na história da aviação, embora tivesse voado apenas 220 jardas. Teríamos de esperar até 1909 para que, graças a algumas magistrais modificações introduzidas por ele, o voo se transformasse em realidade. 
Dimitri, atento a todos os avanços de que tomava conhecimento por leituras, no Brasil, começa a desenhar seu projeto de avião lá pelo ano de 1909. Curiosamente, porém, não adotou os grandes avanços técnicos, alcançados por Santos-Dumont, preferindo tomar, como modelo, um Bleriot. Este tipo de aeródino atravessaria o Canal da Mancha nesse mesmo ano. 
Já casado,  em 1909, carregando seus rascunhos, buscou suporte na  à oficina Graiy Martins, que se localizava em frente à estação Júlio Prestes, em São Paulo. Procurava um mecânico habilidoso, capaz de transportar para o metal o seu projeto do motor. Indicaram-lhe Augusto Fonseca, um mecânico experiente, mas como este cobrou muito caro pelo trabalho, ele acertou com Lourenço Pellegatti um jovem de 17 anos  que, apesar da pouca idade, já se destacava como um bom profissional. No domingo seguinte Pellegatti, que morava na Lapa, foi de bicicleta ao Chalé Brícolapara trabalharem na construção do avião. Era tanto o entusiasmo de ambos, que o jovem mecânico não voltou para casa, deixando seus pais apreensivos. Dias depois seu irmão mais velho o localizava em Osasco, tão preocupado com os rumos da construção do avião, que não se dera conta da apreensão que seu desaparecimento provocaria nos familiares.
O Barão Evaristhe Sensaud De Lavaud,  possuía uma oficina mecânica muito bem montada na Cerâmica Osasco, de sua propriedade. No entanto as peças requeriam a utilização de tornos muito delicados que não existiam em sua oficina. Para isso, o inventor recorreu à oficina de reparos de papelão Sturlini – Matarazzo (Adamas do Brasil), localizada na Rua da Carteira, em Osasco, atualmente essa rua se chama Narciso Sturlini. Naquela oficina realizou-se a maior parte do trabalho, mas depois os dois se transferiram para a “Garagens Reunidas”, na Rua Florêncio de Abreu, centro de São Paulo, onde concluíram a construção do aparelho. A montagem final aconteceu em Osasco.
Dimitri e Pellegatti realizaram algumas experiências com o motor, mas foram todas frustradas. Desiludidos, eles abandonaram o projeto por mais de um mês. Algumas peças dos cilindros eram muito delicadas e precisaram ser substituídas para que o motor funcionasse de forma satisfatória. Durante vários dias eles realizaram novos testes e, depois de um trabalho exaustivo tanto na colocação como na regulagem dessas peças, conseguiram alguns resultados positivos. Contava também com outros entusiastas como Srs. Augusto Fonseca e Sllvio Curtare (ajustadores mecânicos),  Francisco Kuhn (carpinteiro), Carlos Remedi dentre outros  e jovens que trabalhavam na fábrica de seu pai ou jovens que dedicavam seus domingos, feriados e todas as horas de lazer para realização do ambicioso projeto. 
Dimitri não aceitou certos princípios e normas  estabelecidos na Europa, onde ninguém tinha ainda conseguido construir um motor que pesasse menos de 1 quilo por cavalo-força. Nomes internacionalmente famosos no campo da aeronáutica, como Banhard la Vasser, Augani, Wolseley e outros, s.e conseguiam fazer um avião com 80 cavalo-força, eram obrigados a usar um motor com 80 quilos.
Seu projeto era audacioso, o aeroplano  era inteiramente original na sua concepção mecânica. Um jornal da época o descreve como:  "Tem a forma de um pássaro, com asas distendidas, tendo o governo atrás das asas e a direção dada pelo movimento destas de combinação com a cauda ••• " (O Estado de são Paulo - 03/01/1909).
Inspirado pelos feitos de Alberto Santos-Dumont, e com um profundo conhecimento de mecânica, Lavaud projetou sua aeronave com soluções originais e materiais brasileiros. A estrutura era feita de madeiras leves e resistentes como pinho, cedro e peroba. A fuselagem era uma treliça triangular, e as asas foram recobertas com cretonne francês impermeabilizado. A construção ocorreu em um galpão em sua propriedade em Osasco, com a ajuda de seu mecânico, Lourenço de Barros, e outros artesãos locais.
A aeronave, propriamente dita, estava sendo feita de madeira. Seu esqueleto era composto de sarrafos finos pinho e peroba, com 18 m² de superfície alar, cobertura de cretone envernizado, grampos e cabos de aço, rodas de bicicleta. Os planos (asas) eram de cedro e a hélice, também de madeira, obviamente. Tubos de cobre conectavam o motor com o tanque de combustível, um composto de gasolina e óleo. O depósito de combustível ficava na parte superior do motor. Como é natural, aquele talvez impensável projeto vai tomando corpo e, à medida que o tempo passa, vai atraindo a atenção da imprensa brasileira, que, até então, só se preocupava com o que acontecia no exterior. O esforço final era por conectar a hélice propulsora com o restante do avião, fato que se publica um dia após a primeira notícia, em 10 de outubro de 1909.
O único material empregado que teve de ser importado foi o aço. A aeronave atingia a velocidade de 54 km/h, trazia novidades técnicas e o motor era um dos detalhes importantes: foi testado por duas horas contínuas, sem falhas, nos últimos quatro dias antes do voo; foi totalmente construído e usinado no país, ou seja, Dimitri construiu e usinou, no Brasil, um motor de seis cilindros, mais leve e com mais potência específica do que os existentes no mundo. 

Após as festividades de Ano Novo, nos dias 3,4,5 e 6 de janeiro de 1910, o motor foi submetido ao teste decisivo. Funcionou duas horas seguidas, sem interrupção de nenhum tipo, em terra, aprovando plena - mente. Dimitri, então, resolveu marcar o voo sensacional para o dia imediato, ou seja, 7 de janeiro, uma sexta-feira.

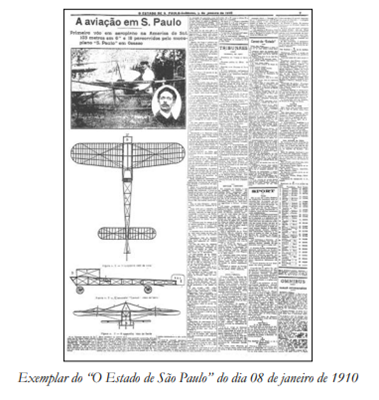
Divulgação na imprensa

#### Análise Técnica e Inovações
O "São Paulo" se destacava por diversas inovações que o diferenciavam de outras aeronaves pioneiras, como o Blériot XI:
- Sistema de Controle: Em vez do sistema de arqueamento das asas (wing warping) usado por Blériot e pelos irmãos Wright, Lavaud desenvolveu um sistema de controle de rolagem por meio de asas articuladas. As pontas das asas podiam ser flexionadas para cima e para baixo através de duas alavancas laterais operadas pelo piloto, atuando de forma similar aos modernos ailerons. Uma terceira alavanca central controlava a arfagem (subir e descer).[2]
- Motor: O motor de 6 cilindros em leque, com 28-32 HP e pesando apenas 25 kg, foi inteiramente projetado e construído por Lavaud com materiais nacionais. Era notavelmente leve e potente para a época, superando em alguns aspectos o popular motor Anzani de 3 cilindros que equipava os Blériots.[2]
- Hélice: A hélice de duas pás, com 1,80 metro de diâmetro e passo de 1,20 metro, também foi calculada e esculpida por Lavaud em madeira de jequitibá.[2]
- Empenagem: Possuía uma empenagem horizontal fixa, uma característica que contribuía para a estabilidade longitudinal da aeronave, contrastando com os projetos de Blériot que não tinham um estabilizador horizontal fixo.[16]

#### O Voo Histórico de 7 de Janeiro de 1910
No dia 7 de janeiro de 1910, às 5h50, em um campo de sua propriedade em Osasco (Chalé Brícola, conhecido como o chalé do Barão), hoje  local da Avenida João Batista, Dimitri Sensaud de Lavaud realizou o primeiro voo de uma aeronave na América Latina. O estrondo parecia empurrar uma densa neblina que se dissipava.
O público começa a delirar de entusiasmo. Finalmente, ele veria, com seus próprios olhos, o que contavam as publicações que atravessavam o Atlântico e alimentavam sua imaginação até limites inimagináveis. O campo apresentava um declive, que servia para aumentar a velocidade do aparelho, provocando uma diferença de pressão entre o intradorso (lower camber) e o extradorso (upper camber) das asas. O avião continuava a aumentar a velocidade enquanto era, avidamente, acompanhado pelo público ali reunido. Após ter percorrido, aproximadamente, 70 metros, o piloto começa a “chamar” o avião a decolar. A aeronave voa, para assombro de todos os presentes, que lançam os chapéus para o alto, manifestando-se numa algaravia plena de felicidade.  Durou apenas 6,18 segundos , percorrendo, no ar, uma distância de 103 m a 11 pés de altitude, até manifestar-se a tão temida falha do motor em pleno voo. Dimitri, como se pode deduzir, não pôde controlar a queda, e a “aterrissagem” foi acidentada, quebrando-se parte da aeronave. Os espectadores acorreram em seu socorro, acreditando que estivesse ferido, mas ele estava ileso. Após ter entrado para a história, o jovem inventor não apresentava nem sequer um arranhão. Não se podia dizer, porém, o mesmo de seu aeroplano, com o qual seria simplesmente impossível tentar outros voos nesse dia.  O importante era que havia voado, conquistando um grande êxito para seu país.
O feito foi amplamente noticiado por jornais como O Estado de S. Paulo e o Correio Paulistano, que o aclamaram como um herói e um gênio. o próprio Washington Luis, Secretário da Justiça e Segurança Pública e futuro Presidente da República, visitou o inventor.
O do jornal O Estado de são Paulo, que, desde muito antes, já vinha acompanhando os trabalhos de Dimitrie: "Há mais de um meses  que o Sr. Dimitri havia interrompido as suas experiências. O motor, pela delicadeza de  suas peças, não funcionava. regulamente, deforma que se tornou necessária a substituição delas". O jovem inventor empenhava-se em construir um motor menos pesado do que os já conhecidos e deve ter feito várias experiências, bem ou mal sucedidas. nesse sentido. Quase nas vésperas do vôo. Verificou que algumas peças eram "delicadas demais". como se infere da noticia de O Estado de São Paulo. De qualquer forma, depois de longo e paciente trabalho, conseguiu harmonizar finalmente o motor,  substituindo peças do cilindro. Por fim, tudo estava pronto para a grande experiência.
Este foi o  primeiro avião inteiramente construído no Brasil, em 1910, tinha a sua fuselagem inspirada na aeronave Blériot.  O monoplano foi uma criação inteiramente de Lavaud, desde os cálculos estruturais até a fabricação do motor.  Ele tinha ideias avançadas, mesmo com relação aos nossos dias. No entanto, outras características deixavam-na como uma verdadeira preciosidade em termos de invento. Primeiramente, no seu sistema de comandos de voo, Dimitri fixou a empenagem horizontal e, como solução para realizar suas manobras, construiu asas articuladas, com duas alavancas nas laterais da cabina de voo. O piloto movimentava-as alterando o ângulo de ataque, conseguindo os movimentos de arfagem e de rolagem, este auxiliado pelo leme – um inovação para seu tempo.
Também deve-se destacar que o avião concebido por Dimitri não foi, de modo algum, uma cópia do de Bleriot. Este modelo brasileiro incorporaria um grande número de inovações bastante avançadas para a época, e que, depois, foram entregues à consideração do mundo aeronáutico. Apresentava algo que ainda se considera revolucionário em nossos dias: os “planos-asas”, que não eram fixos, mas móveis, um conceito totalmente inovador. Isso representava, para a aeronáutica, um grande progresso, já que, podendo o piloto alterar os planos, poderia variar o ângulo de ataque, com a lógica incidência na sustentação dentro da massa de ar. Essa possibilidade permitiria, como se pode deduzir, um deslizamento melhor e uma otimização adequada para o aeródino.
Ele batizou sua aeronave com seu próprio nome. Depois, optou por chamá-la São Paulo, em homenagem ao Estado do Brasil onde o aparelho tinha sido construído . 
A foto do aviador ficou exposta na sede do jornal. O “São Paulo” acidentado O Primeiro Voo no Brasil e na América Latina.  Assim, foi inaugurada a aviação no Brasil, e Dimitri Sensaud de Lavaud pôde materializar um dos seus sonhos. 
Lourenço Pellegatti , nascido em  24 de fevereiro de 1891,  São Paulo estudou no Liceu de Artes e Ofícios . Foi um dos indicados para trabalhar na construção das grades do Teatro Municipal de São Paulo, o que sempre lhe trouxe grande orgulho. Recebeu uma medalha de honra por ter sido um dos heróis da Primeira Guerra Mundial. Durante muitos anos esteve à frente de uma indústria de máquinas têxteis de sua propriedade, no bairro da Lapa. No final dos anos setenta, a fábrica possuía um departamento de fundição de peças onde todo o material utilizado na montagem das máquinas era fundido. Assim, os filhos trilhavram os mesmos caminhos do pai. Contudo, a importância de Pellegatti para a história é a de ser não apenas o mecânico, mas o amigo que acompanhou Dimitri do início ao fim da a epopéia do voo .

#### Comparação Técnica com o Blériot XI
| Característica                 | Aeroplano "São Paulo"                                                   | Blériot XI                                                                      |
| ------------------------------ | ----------------------------------------------------------------------- | ------------------------------------------------------------------------------- |
| Sistema de Controle de Rolagem | Asas articuladas (similar a ailerons), operadas por alavancas laterais  | Arqueamento das asas (wing warping), operado por manche                         |
| Estabilidade Longitudinal      | Empenagem horizontal fixa para maior estabilidade                       | Sem estabilizador horizontal fixo (a empenagem inteira movia-se para a arfagem) |
| Motor                          | Projeto e fabricação própria (Brasil). 6 cilindros, 28-32 HP, 25 kg.    | Anzani de 3 cilindros (padrão). 25 HP, ~65 kg.                                  |
| Origem dos Componentes         | Inteiramente projetado e construído no Brasil com materiais nacionais   | Produção industrial em série na França                                          |
| Impacto Imediato               | Primeiro voo da América Latina, mas com pouca repercussão internacional | Primeira travessia do Canal da Mancha, grande fama e sucesso comercial mundial  |

Esse avião realizou diversos voos com sucesso e foi vendido mais tarde. O seu comprador veio a falecer em um acidente, no qual o “São Paulo” foi completamente destruído. Hoje, existe uma réplica no museu Asas de um Sonho, em São Carlos, SP.

#### A Controvérsia do Primeiro Voo na América Latina
Frequentemente, o primeiro voo na América Latina é creditado ao piloto mexicano Alberto Braniff Ricard (1884-1966), que voou em um biplano Voisin na Cidade do México. No entanto, o voo de Braniff ocorreu em 8 de janeiro de 1910,  na planície de La Hacienda de Balbuena  um dia depois do feito de Dimitri Sensaud de Lavaud. The Herald, edição de 09/01/1910, no dia seguinte ao evento: “... em seguida, levantou-se normalmente, a uma altura de vinte pés, correndo novamente, por duas centenas de metros...”.
A maior repercussão internacional do voo de Alberto Braniff Ricard, que utilizava um avião importado e já consagrado, ofuscou por muitos anos o pioneirismo do inventor brasileiro e de sua aeronave original. No entanto, a simples comparação entre os jornais O Estado de São Paulo e o The Herald demonstra que Dimitri decolou em 7 de janeiro! Portanto, um dia antes do voo do aeronauta mexicano, equivocadamente consagrado, na história, como o primeiro voo da América Latina.
Dimitri também voou em São Paulo com um outro aeroplano, um Blériot comprado de Giulio Piccolo, aviador italiano que se acidentou e morreu em São Paulo, em 1910. O voo de Dimitri com esse aeroplano, ocorreu na área onde futuramente seria construído o Estádio Palestra Itália, hoje conhecido como Parque Antártica, no dia 19 de fevereiro de 1911.

## Invenções Notáveis
Lavaud foi um inventor compulsivo, cuja mente gerou inovações em múltiplas áreas da indústria.

### Processo de Fundição Centrífuga de Tubos

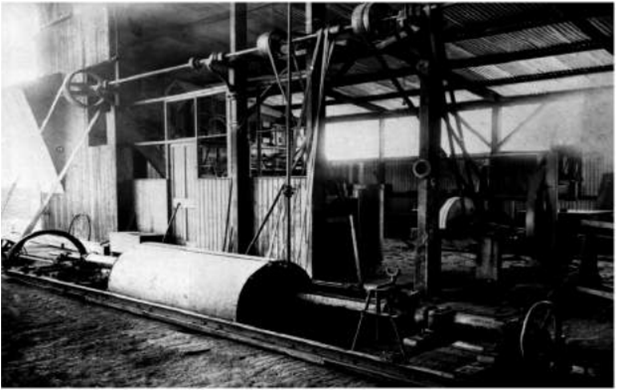
Primeira máquina de centrifugar - arquivo CBM Saint Gobain

Em 1914, na cidade de Santos, SP, Fernando Arens Jr. e Dimitri Sensaud de Lavaud desenvolvem o processo de centrifugação de tubos de ferro fundido, que revolucionaria a indústria do setor. 
Talvez sua invenção de maior impacto comercial tenha sido o Processo Sensaud-Dimitri de Lavaud de fundição centrífuga para tubos metálicos em 1915, na cidade de Santos, Brasil,  porém patenteado nos Estados Unidos e EUA e Canadá em 1921 (Patente US 1,199,353 e subsequentes). por  Lavaud e  e Fernando Arens. O novo processo, que substitui a tradicional fundição em moldes de areia, a princípio horizontais, mais tarde verticais, aumenta enormemente as já então reconhecidas vantagens do tubo de ferro fundido. Este processo ganha o mundo sob o nome De Lavaud. 
Em 1916, os inventores estabeleceram, em São Paulo Capital e, com o fruto das invenções fundaram a Cia. Brasileira de Metalurgia - CBM, para produzir os tubos centrifugados. e causou uma revolução na indústria mundial de tubos metálicos, redundando em inovações em outras indústrias, como a automobilística e a aeronáutica.
A primeira experiência real de centrifugação de tubos,  foi realizada em Santos, em 1915, e logo a seguir em São Paulo, quando se conseguiu, pela primeira vez no mundo, produzir tubos por esse processo, passando a ser explorada comercialmente.  Na Cia. Brasileira de Metalurgia - CBM as máquinas e os processos de fabricação foram sendo aperfeiçoados: em 1922, a fábrica em Indianópolis, São Paulo, podia produzir 3.600 tons./ano de tubos de 3 a 12 polegadas de diâmetro e,  uma notícia de 1927 relata  dentre outros  os diversos aperfeiçoamentos que foram sendo introduzidos, estava em uso  o “modelo n” 10 da máquina de centrifugar, bem como o desenvolvimento do invento no estrangeiro, sendo as máquinas para o mercado europeu fabricadas sob licença na Suíça. Um dos aperfeiçoamentos do processo era o recozimento posterior dos tubos para melhorar as qualidades metalúrgicas do material, o que era feito em um forno contínuo, também uma novidade naquela época.
O novo processo, que substituiu a tradicional fundição em moldes de areia, a princípio horizontais, mais tarde verticais, aumentou enormemente as já então reconhecidas vantagens do tubo de ferro fundido.  O método consistia em injetar metal fundido em um molde cilíndrico em alta rotação. A força centrífuga distribuía o metal uniformemente, criando tubos mais densos, resistentes, com paredes uniformes e sem a necessidade de soldas. E este processo ganhou o mundo sob o nome De Lavaud.

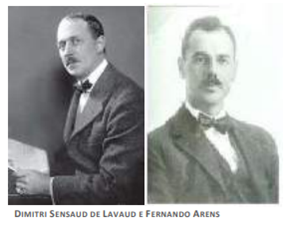
Inventores do tubo de ferro fundido centrifugado

O "Processo Lavaud" foi licenciado mundialmente e tornou-se o padrão da indústria por décadas, sendo fundamental para a construção de redes de água, esgoto e gasodutos.
Outra notícia de 1927, conta a experiência de resistência à pressão desses tubos, feita com todo sucesso perante engenheiros da Repartição de Águas e outras autoridades, entre as quais os Engs. Francisco Saturnino R. de Brito e o Prof. Maurício Joppert da Silva. Em 1933, a Barbará S.A. tendo absorvido a fábrica de Indianópolis, passou também a  fabricar em sua nova fábrica em Caeté -  MG, tubos, válvulas e conexões de ferro fundido para água, gás e esgotos, em diâmetros até 20 polegadas. Ainda quanto à fabricação de tubos metálicos, em 1927 é instalada no bairro do Ipiranga, em São Paulo, a fábrica de tubos de aço da Braithwaitc & Co., especialmente para fazer a tubulação necessária para a grande adutora do Rio Claro.
Em 1929, Baldomero Barbará, adquire a patente do processo de centrifugação e funda a Cia. Mineira de Metalurgia, em Caeté – MG, à qual, em 1932, incorpora a Cia. Brasileira de Metalurgia, dos próprios inventores do processo, e dá origem à BARBARÁ S.A.
Em 1937, Baldomero Barbará decide construir uma nova fábrica, mais próxima dos dois maiores centros consumidores do país: Rio de Janeiro e São Paulo. 0 local escolhido é Barra Mansa, RJ. Ali nasce, a CIA. METALÚRGICA BARBARÁ. 0 nome BARBARÁ fica, a partir daí, para sempre associado ao tubo de ferro fundido. Pesquisas realizadas nos Estados Unidos e na Inglaterra culminam, em 1948, em nova descoberta revolucionária: o ferro fundido dúctil. Esta invenção  traz vantagens, se comparado ao ferro fundido cinzento: resistência aos choques e à tração, alto limite elástico, elevado alongamento. A BARBARÁ então passa a  aperfeiçoar sucessivamente os seus produtos: da junta de chumbo evolui para a junta elástica; passa a revestir os tubos internamente com uma camada de argamassa de cimento; muda a sua produção de ferro fundido cinzento para dúctil; passa a revestir os tubos externamente com uma camada protetora de zinco.

### Transmissão Automática para Automóveis
Em 1926-1928, na França, Lavaud projetou e construiu um automóvel revolucionário que levava seu nome, o Dimitri Sensaud de Lavaud.  O automóvel, inteiramente desenhado por ele, revolucionário para a época, com volante ajustável em quatro posições, possuía câmbio automático, invenção que só iria se popularizar no fim do século XX. O chassi foi construído em liga de alumínio e o carro era alimentado por um fluxo de vapor resfriado de um motor de 5475 cc e seis cilindros, de origem americana.
No Salão do Automóvel de Paris de 1927, Dimitri apresentou um carro de sua própria autoria. Além da ausência de estribos, a aparência externa do veículo com carroceria Labourdette era, à primeira vista, de proporções agradáveis, mas bastante convencional.  Através de Uma das poucas brochuras que foram distribuídas durante esta apresentação pode-se compreender melhor o engenheiro e o seu carro: 
- "O carro  chamou a atenção com suas linhas bem proporcionadas, com capô longo, porta-malas pronunciado e cabine de apenas duas portas. Tecnicamente vanguardista, distinguia-se pela sua estrutura e jantes em alpax, uma mistura de materiais leves, incluindo alumínio. Havia também rodas com suspensão independente. O motor de seis cilindros 5.475 XNUMX cmXNUMX era de origem americana";
- "O motor Lavaud Sensaud de seis cilindros, com as vantagens de suas características inovadoras, a perfeição de seu design e o prazer de sua experiência de dirigir, não pode ser comparado a nenhum outro carro";
- " transmissão automática deu a melhor relação de transmissão da mecânica para as rodas em todos os momentos. Permitia subir até uma velocidade de 140 km/h sem variar a rotação do motor, o que produzia uma velocidade média elevada, com consumo de combustível aceitável, muito conforto de condução e máxima segurança";
- "Outro dos novos dispositivos foi um diferencial especial sem engrenagens, que liberou a roda externa em curvas, dando ao carro uma estabilidade perfeita, pelo menos de acordo com seu inventor. A direção dupla reversível, com amortecedor de óleo ajustável a partir do banco do motorista, era totalmente segura e se destacava por sua grande suavidade.";
- "A plataforma escolhida foi uma peça única leve e rígida suspensa em três pontos. A suspensão sem molas, mas progressiva e amortecida em borracha, estava, segundo Sensaud de Lavaud, completamente livre de manutenção e possíveis avarias";
- "O resultado foi provavelmente um carro excessivamente vanguardista, mas não confiável. Não foi além do estágio de protótipo. Ou talvez tenha sido porque Sensaud de Lavaud era um inventor inconstante e caprichoso: assim que materializava uma ideia, não a tornava lucrativa, mas buscava novos desafios tecnológicos".

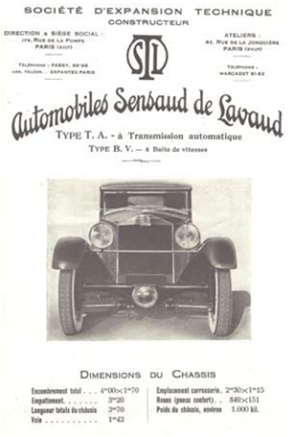
Cartaz dos automóveis Sensaud de Lavaud

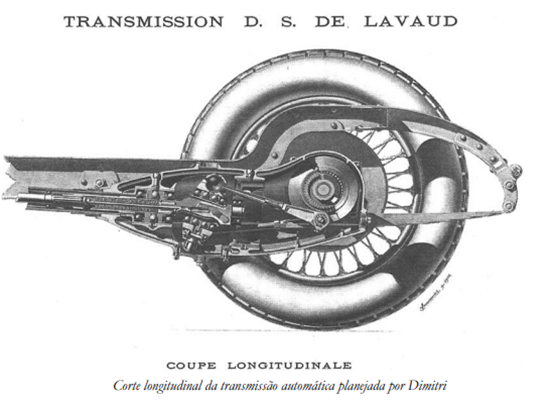
A inovação para veículos

De fato, O veículo, de design aerodinâmico, dispensava embreagem e caixa de marchas manual, utilizando uma transmissão continuamente variável (CVT) de sua própria invenção. O sistema usava um conversor de torque biodirecional e um mecanismo de engrenagens oblíquas que variava a relação de transmissão de forma suave e automática de acordo com a velocidade e a carga do motor. Apesar de tecnicamente muito avançado, o projeto não obteve sucesso comercial devido ao seu alto custo de produção e à crise econômica iminente.
Um chassis exposto separadamente provou, no entanto, que nunca se deve julgar um livro pela capa. Feito de Alpax, uma liga de alumínio e silício, o chassis descoberto permitia que os interessados em mecânica admirassem os freios hidráulicos e a suspensão independente nas quatro rodas. Segundo seu construtor, a "suspensão sem molas" com amortecedores de borracha era totalmente isenta de manutenção.
Na dianteira, havia um motor de seis cilindros em linha de 5,5 litros fabricado pela empresa americana Continental. Era um motor comprovado, mas nada que despertasse entusiasmo. A verdadeira inovação do carro era a maneira como a tração era transmitida às rodas traseiras por meio de uma transmissão totalmente automática continuamente variável. Tratava-se de uma peça de engenharia complexa e intrincada, que proporcionava acionamento automático por meio de um sistema de platôs oscilante 
Essa transmissão era bem diferente daquela que poderia ter sido usada no Traction, que ainda estava a alguns anos de distância. Oferecido por apenas três anos, o carro  de Dimitri Sensaud de Lavaud. encontrou poucos compradores, mas aqueles que o conheciam confidenciaram que, para ele, esse nunca pareceu ser o ponto principal: assim que concretizava uma ideia, não parecia muito motivado a monetizá-la, mas sim a partir para novos desafios tecnológicos(4). Em 1925, Dimitri Sensaud de Lavaud. foi condecorado com a Cruz de Cavaleiro da Legião de Honra pela Academia de Ciências de Paris em reconhecimento ao valor de suas pesquisas em engenharia.
Por volta de 1930, Dimitri Sensaud de Lavaud. entrou em contato com a Citroën e, dois anos depois, o Bureau d'Etudes da fabricante equipou dois Citroëns, um C4 e um C6, com sua transmissão automática hidráulica para fins de teste. Essa nova transmissão foi batizada de "Turbina" pelo inventor brasileiro, que declarou em um memorando técnico remanescente: "O motor aciona diretamente duas rodas com 318 pás, agitando o óleo em um cárter selado. Esse óleo atinge aletas conectadas ao eixo de transmissão e, ajustando a rotação do motor em relação à inclinação ou à resistência da estrada, obtemos, antes de atingir a aderência direta, uma gama infinita de velocidades, de absoluta flexibilidade".
Naquela época, André Citroën  e Gabriel Voisin tiveram  a intenção de utilizar uma caixa de câmbio com base nos princípios criados por Dimitri Sensaud de Lavaud. Os dois fabricantes famosos, tão diferentes um do outro, queriam montá-lo em seus carros. 
André Citroën  tentou acoplá-lo ao motor do singular Citroën 22 CV - apresentado em 1934 - mas seus técnicos não conseguiram superar certas barreiras técnicas . Assim tentou em seu Citroën Traction Avant 7A, lançado em 1934, mas o pequeno motor do carro revelouse não teve sucesso na adaptação. O sistema de passo variável da hélice, que potencializava o desempenho  e, consequentemente, da aeronave, foi o invento que viria a lhe trazer inúmeros dissabores junto aos nazistas e, posteriormente, com os franceses.
Entretanto, durante um dos testes, o próprio André Citroën assumiu o volante e ficou impressionado: não só o progresso e a aceleração eram extremamente suaves, como a transmissão eliminava as últimas vibrações transmitidas pelos coxins de borracha do motor "Moteur Flottant". 
Foi sugerido que André Citroën, fascinado pelo potencial e pela novidade da Turbina Dimitri Sensaud de Lavaud., decidiu ali mesmo que ela seria instalada em todos os Tractions até 1934. O contrato de exclusividade com a Sensaud de Lavaud, no entanto, só foi assinado em 17 de novembro de 1933, bem mais de um ano após o test drive da Citroën.
Muitos ajustes e testes adicionais foram realizados, mas o problema de superaquecimento persistiu. André Citroën reagiu de forma característica às dúvidas e críticas sobre os problemas da transmissão ultramoderna levantadas por ninguém menos que André Lefebvre: "Você é o engenheiro, você os resolve!". Diante disso, é interessante lembrar que André Lefebvre havia trabalhado na Voisin antes de ingressar na Citroën (após uma curta e infeliz passagem pela Renault). Alguns modelos Voisin haviam sido equipados com o projeto anterior de transmissão automática de Dimitri Sensaud de Lavaud, e problemas semelhantes surgiram, que nem mesmo o talentoso e engenhoso André Lefebvre conseguiu resolver.
Ao concluir mais um teste fracassado, Lefebvre brincou com um colega engenheiro: "Você gosta de batatas fritas? Basta colocar algumas batatas na transmissão – elas estarão crocantes e saborosas quando você chegar ao topo da colina em Meudon". Para muitos outros no Bureau d'Etudes, a frágil e temperamental transmissão automática apenas aumentava a complexidade do que já era um carro repleto de novas ideias, desenvolvido em tempo recorde. Dúvidas e objeções provavelmente foram discutidas no Bureau d'Etudes, mas todos, é claro, sabiam qual era o nome que estava acima da entrada da fábrica do Quai de Javel.
A partir de janeiro de 1934, os Traction Avants foram produzidos sem transmissões ou eixos cardã, na expectativa de recebê-los posteriormente. Logo, seu armazenamento criou problemas logísticos dentro da fábrica.
Um mês depois, durante uma grande reunião presidida por André Citroën sobre o progresso do Traction, Charles Brull, um dos engenheiros mais respeitados da empresa, ameaçou demitir-se caso a turbina não fosse consertada ou fosse abandonada. André Citroën finalmente cedeu (algo não exatamente típico do homem) e adiou a data de lançamento do Traction para dar aos seus engenheiros mais uma chance de deixar a transmissão de Dimitri Sensaud de Lavaud. pronta para produção. Tudo foi em vão e, após um teste final com Pierre Michelin e André Lefebvre, onde apenas um dos cinco carros do comboio conseguiu retornar à fábrica, ficou claro que a turbina simplesmente não poderia ser usada no futuro Traction.
André Citroën finalmente teve que encarar os fatos e instruiu o Bureau d'Etudes a projetar e construir uma caixa de câmbio manual convencional para o Traction. Como era de se esperar, sua equipe de engenharia já havia previsto isso e iniciado o desenvolvimento em segredo. Camusat, o mago das transmissões do Bureau d'Etudes, projetou uma caixa de câmbio de três marchas totalmente convencional em um tempo muito curto. Isso foi ainda mais impressionante porque ele estava se recuperando de um acidente e seus braços estavam enfaixados e engessados.
O próprio André Lefebvre projetou o incomum sistema de ligação de marchas, com longas hastes conectando a alavanca de câmbio à caixa de câmbio, localizada na frente do motor. Sua aparência estranha logo lhe rendeu o apelido de "Torre Eiffel". Apenas duas semanas após o Turbine ser descontinuado, os primeiros Tractions com a caixa manual de três marchas já estavam em testes.
Curiosamente, os testes e o desenvolvimento da transmissão Dimitri Sensaud de Lavaud continuaram até meados de novembro de 1934, poucas semanas antes de André Citroën ser forçado a declarar falência e entregar o controle de sua empresa à Pierre Michelin. Aparentemente, ainda havia a crença, possivelmente mantida apenas por André Citroën e Dimitri Sensaud de Lavaud, de que a Turbine poderia ser fabricada para funcionar de forma confiável e introduzida posteriormente. No entanto, somente em 1948 a Buick introduziria com sucesso sua transmissão Dynaflow, que funcionava de forma semelhante.
Já em 1938, Dimitri Sensaud de Lavaud patenteou um motor rotativo de quatro fases com o qual ele novamente antecipou ideias que mais tarde se tornariam realidade. Sua última inovação, registrada em 1946, foi um novo tipo de embreagem elétrica. 
A patente do sistema de passo variável,  interessou aos nazistas para utilização na Luftwaffe, durante a guerra. Dimitri, que estava na França, foi coagido a fazer uma demonstração do seu funcionamento. Sabotou o próprio invento, que soltou uma pá da hélice, resolvendo, assim, a sua incompatibilidade com os representantes da cinzenta doutrina do partido nacional socialista alemão. Este fato provavelmente, veio a redundar em sua morte.
Já Gabriel Voisin  buscava uma solução para oferecer uma transmissão automática silenciosa, mas eficiente. Também foi conduzido pelo estranho Bucciali, um supercarro com motor de dezesseis cilindros.

### Hélice de Passo Variável e o "Thermo-propulseur"
Na aviação, suas invenções não pararam no avião "São Paulo".

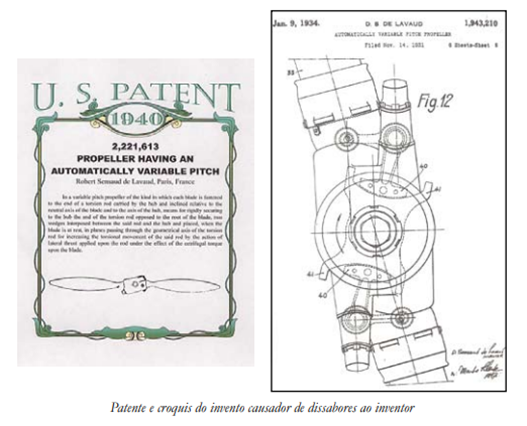
Carta Patente

- Hélice de Passo Variável: Lavaud desenvolveu e patenteou um sofisticado sistema de hélice de passo variável automática (Patente US 1,943,210A, de 1934).[25] O mecanismo utilizava a própria força centrífuga atuando em contrapesos para ajustar o ângulo das pás da hélice. Em baixas rotações (decolagem), as pás ficavam em passo baixo para máxima tração; em altas rotações (voo de cruzeiro), o passo aumentava, otimizando a eficiência do motor e reduzindo o consumo de combustível. Foi esta a invenção que ele sabotou para não entregá-la aos nazistas.[2]

- Thermo-propulseur (Turbojato): Em 1937, muito antes dos projetos alemães e britânicos se tornarem públicos, Lavaud, em colaboração com os engenheiros franceses André Brunet e Édouard Primet, projetou, construiu e testou um motor a jato funcional, denominado "thermo-propulseur a reação direta". O motor possuía um compressor centrífugo, uma câmara de combustão anular e uma turbina axial. Segundo relatos, o protótipo pesava cerca de 50 kg e gerou um empuxo estático de 100 daN (aproximadamente 102 kgf) durante testes.[26][5] Este projeto coloca Lavaud entre os pioneiros mundiais da propulsão a jato, embora seu trabalho tenha sido interrompido pela Segunda Guerra Mundial e permanecido pouco conhecido.

## Legado
Dimitri Sensaud de Lavaud deixou um legado de inovação que transcende o seu histórico voo. Embora ofuscado por outros pioneiros e com uma vida de altos e baixos, seu impacto é inegável. Efetivamente, ele voou, mas sem certificação alguma, uma vez que esta ainda não tinha sido criada, como já disse, por não existir. Não existia nenhuma autoridade aeronáutica no Brasil ( esta foi criada somente em 1905, a FAI, Federação Aeronáutica Internacional). Não se pode negar um fato que se realizou publicamente, na presença de testemunhas oculares. Caso contrário, muitos não seriam considerados inventores, enquanto os produtos de seu engenho não fossem “certificados”. 
Se o Brasil tivesse criado seu aeroclube, ou outra instituição semelhante, o voo de Dimitri teria sido o primeiro, consagrando Osasco como o já citado “Berço do voo  a motor não certificado na América do Sul”, o que deverá ser proclamado  em época oportuna.
Cada versão de um modelo  na aviação dá continuidade a uma linha de desenvolvimento, que tende sempre a melhorar, quase sem ter antecedentes, salvo alguns poucos estudos e escritos que chegavam, com atraso, a esta parte do mundo. Pode-se afirmar que, em certos momentos, a indústria aeronáutica deu verdadeiros saltos em seus desenhos, e esses saltos foram tão notáveis que se tornaram verdadeiros acontecimentos, como, por exemplo, o surgimento, em 1913, com Sikorsky, do primeiro avião civil com cabine fechada, como também, o primeiro de passageiros. Dimitri deu um salto na tecnologia aeronáutica da época, governando os perfis dos planos. Talvez essa tecnologia tenha sido uma das remotas antecessoras das que hoje se estão estudando no Centro Langley de Investigações da NASA, com grandes avanços nos vetores conceituais de veículos espaciais e de tecnologia revolucionária.
Consagrações:
- Museus: Uma réplica em tamanho real do aeroplano "São Paulo" está em exibição no Museu TAM, em São Carlos.[27] Em Osasco, cidade que o homenageia em seu brasão de armas com um avião, existiu o Museu Dimitri Sensaud de Lavaud, também conhecido como Chalé Brícola (anteriormente chamava-se Chalé Esther residência do Sr. Júlio de Andrade e Silva, líder político, Delegado Distrital de Osasco e primo do primeiro  Arcebispo de São Paulo Dom Duarte Leopoldo e Silva)[6],  onde  ficava guardado  parte de seu acervo.
- Honrarias: Foi condecorado em 1925 como Cavaleiro da Legião de Honra pela Academia de Ciências de Paris, em reconhecimento ao valor de suas pesquisas e invenções.[2]
- Patentes: Com mais de 1.200 patentes em seu nome, sua produção intelectual demonstra uma genialidade versátil, com contribuições fundamentais para a indústria metalmecânica, indústria automobilística e indústria aeroespacial: [28][29]

| * 1882     | Osasco, Brésil | born |
| 1910       |                | Construction d'un aéroplane qui accomplit le premier vol en Amérique du Sud.                                                                                         |
| 06.11.1915 |                | Patent S. de Lavaud D. & F. ARENS n° US1199353 : Machine for molding metallic tubes by centrifugal force.                                                            |
| 21.07.1916 |                | Patent n° US1223676: Machine for the manufacture of pipes, cylinders.                                                                                                |
| 09.03.1917 |                | Patent n° US257325 : Centrifugal casting machine. |
| 05.10.1917 |                | Patent n° US1299918: Method of and apparatus for water cooling centrifugal pipe casting machines.                                                                    |
| 22.10.1917 |                | Patent n° US1276038 : Centrifugal casting machine. |
| 27.09.1918 |                | Patent n° US1329754 : Rotary casting. |
| 03.01.1919 |                | Patent n° US1401242 : Topographical recorder. |
| 27.08.1920 |                | Patent n°1486953 : Rotary Mold. |
| 27.08.1920 |                | Patent n° US1486952 : Centrifugal mold for casting pipe. |
| 02.03.1922 |                | Patent B.F Clarke and C.W. Baines n° US1420379 : apparatus for use in tempering and annealing.                                                                       |
| 18.11.1923 |                | Patent n° US2034977 : Brake for vehicles. |
| 04.01.1924 |                | Patent n° US1513748 : variable speed transmission. |
| 07.07.1924 |                | Dépôt de brevet n° US590427 : Patent n° US590427 : Speed change mechanism.                                                                                           |
| 07.07.1924 |                | Patent n° US1536820 : Variable speed transmission. |
| 07.07.1924 |                | Patent n° US1583532 : Power transmission mechanism. |
| 07.07.1924 |                | Patent n° US1596599: Free wheel clutch. |
| 1927       |                | Création et (collaboration avec André Citroën) d'une marque qui porte son nom pour construire des automobiles, équipée de la transmission automatique qu'il a conçu. |
| 12.07.1929 |                | Patent n°1823092 : power transmitting device and its application to differential gears.                                                                              |
| 03.06.1930 |                | Patent n° US1819947 : Hydraulic stress transmitting system. |
| 14.11.1931 |                | Patent n° US1943210 : automatically variable pitch propeller. |
| 22.04.1933 |                | Patent n°2187937: Hydraulic device transmitting movement. |
| 03.08.1933 |                | Patent n° US2034429 : Variable power transmission Hydralic transmission.                                                                                             |
| 03.07.1934 |                | Dépôt de brevet n° US2106423 : Patent n° US2106423 : Hydraulic transmission.                                                                                         |
| 26.12.1935 |                | Patent n°2060558 : Disk differential gear. |
| 10.12.1936 |                | Patent n° US2168862: Hydraulic device for the transmission of power.                                                                                                 |
| 07.07.1937 |                | Patent n°2168863: Hydraulic power-transmitting device. |
| 27.01.1938 |                | Patent n° US2189976 : Rotary casting. |
| 31.01.1939 |                | Patent n° US2313326: Propeller having an automatically variable pitch.                                                                                               |
| † 1947     |                | died |

- Ver também

- São Paulo (avião)
- Museu TAM
- Museu Dimitri Sensaud de Lavaud
- História da aviação
- Alberto Santos-Dumont